# Réponse hémodynamique
La réponse hémodynamique est un mécanisme physiologique qui consiste en une augmentation locale du débit sanguin afin de subvenir au besoin énergétiques des cellules en activité. 

La réponse hémodynamique canonique. Le pic correspond à une période brève mais intense de stimulation neuronale, qui nécessite une augmentation du flux de sang et de nutriments. Dès que ce besoin cesse, le débit sanguin retourne à ses niveaux homéostatiques.

## Réponse hémodynamique cérébrale
Dans le cas du cerveau, l'activité électrique et biochimique des neurones consomme de l'énergie qui est apportée par le sang sous forme de glucose et de dioxygène (via son transporteur sanguin, l'hémoglobine). Lorsqu'une région du cerveau est active on observe une réponse hémodynamique locale : la perfusion cérébrale, c'est-à-dire le débit sanguin, augmente (d'environ 5 %) dans cette région seulement avec un délai de quelques secondes.  En localisant précisément les régions où le débit sanguin a augmenté, on peut donc déterminer les régions qui ont été actives. C'est ce mécanisme qui est à la base de l'imagerie par résonance magnétique fonctionnelle (IRMf). 

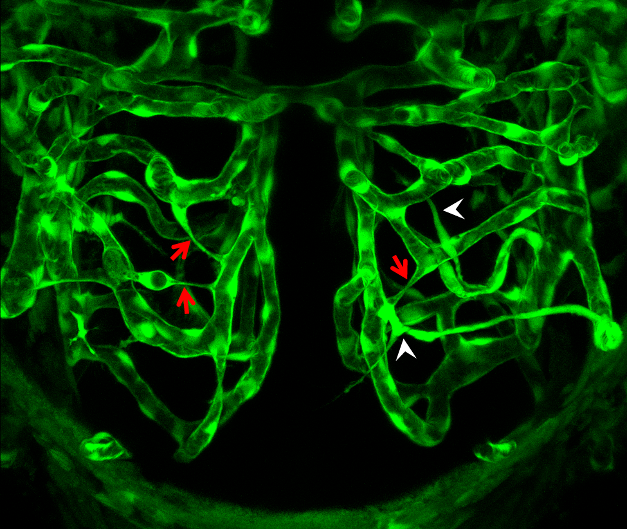
La vascularisation cérébrale en fonction du débit sanguin. Les flèches rouges montrent un élagage vasculaire, et les flèches blanches montrent un élargissement des vaisseaux en réponse à l'augmentation du débit.

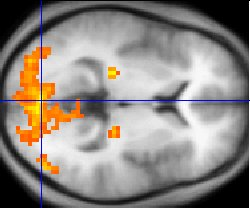
Cet exemple d'IRMf montre l'activation de certaines aires par stimulation.

## Liens